# Climats das vinhas da Borgonha
Os climats da Borgonha são parcelas de vinhedos (terroirs) precisamente delimitadas nas encostas de Nuits e de Beaune, a sul de Dijon. Distinguem-se entre si pelas condições naturais específicas (geologia, exposição solar, etc.) que foram moldadas pelo trabalho humano e pouco a pouco identificadas com o vinho que produzem. Há mais de mil climats, alguns com nomes ilustres e conhecidos, como Chambertin, Romanée-Conti ou Montrachet. A classificação abrange uma extensa área de cerca de 60 km, que inclui as vinhas, quintas e adegas, mas também a cidade de Beaune e dezenas de povoações, e ainda um segundo polo constituído pelo centro histórico de Dijon.

## Descrição
Esta paisagem cultural é composta por dois elementos: o primeiro cobre as parcelas vitícolas, as unidades de produção associadas, as aldeias e a cidade de Beaune. Esta primeira componente representa a dimensão comercial do sistema de produção. A segunda componente é o centro histórico de Dijon que materializa o impulso político dado à formação do sistema dos climats. O sítio classificado é um exemplo notável de produção vitivinícola desde a Alta Idade Média. 